# Ritchie Valens
Pour les articles homonymes, voir Valens (homonymie).
Richard Steven Valenzuela Reyes, dit Ritchie Valens, né le 13 mai 1941 à Pacoima, Californie, et mort le 3 février 1959 à Clear Lake dans l'Iowa, est un musicien de rock américain, d'origine mexicaine, essentiellement connu pour son interprétation de La Bamba.

## Biographie
Ritchie Valens est le premier chanteur Latino à placer un hit dans le top 50 des ventes de disques aux États-Unis, avec La Bamba.
Il fabrique lui-même sa première guitare. En 1958, alors qu'il fréquente encore l'école secondaire, il signe un contrat avec le label Del-Fi Records, à Los Angeles et part en tournée avec Eddie Cochran.
Avec des titres comme Come On Let's Go en octobre 1958 puis Donna, il est propulsé au sommet des charts américains. Donna est repris par des artistes aussi divers que Cliff Richard, MxPx, The Youngbloods, Clem Snide ou les Misfits.
En face B de Donna, se trouve La Bamba, un titre largement inspiré d'un huapango (chanson de mariage mexicaine) mais qui ne sera un succès qu'après sa mort.
Le 3 février 1959, Ritchie Valens trouve la mort à 17 ans en même temps que Buddy Holly et Big Bopper, dans un accident d'avion à Clear Lake dans l'Iowa lors d'une tournée à travers les États-Unis. Don McLean en a fait en 1971 une chanson, American Pie, dans laquelle il surnomme l'évènement « The Day the Music Died » (« le jour où la musique est morte »).

## Vie personnelle
Ritchie Valens était en couple avec Donna Ludwig depuis le lycée en 1957 jusqu'à sa mort. Les parents de Ludwig désapprouvaient la relation à cause de l'origine hispanique du chanteur. La chanson "Donna" a été écrite en l'honneur de sa petite amie. Leur relation s'est progressivement détérioré en raison de la popularité croissante et des tournées. Après la mort de Ritchie, Elvis Presley a demandé à l'un de ses gardes du corps d'organiser un rendez-vous avec Ludwig afin qu'il puisse tout savoir sur Ritchie Valens. En 1987, elle assiste à la première de La Bamba, un biopic retraçant la vie et la carrière de Valens.

## Hommages posthumes
Un film biographique réalisé par Luis Valdez retrace son histoire : La Bamba, sorti en salles en 1987 où Lou Diamond Phillips joue le rôle de Ritchie Valens.
Three stars, chanson d'Eddie Cochran, écrite par Tommy Dee en 1959, « regarde le ciel », il y a trois nouvelles étoiles est un hommage à Buddy Holly, Ritchie Valens et Big Bopper.
Le chanteur français Jean-Luc Le Ténia lui a dédié une chanson en 2007, Ritchie Valens, dans son album Far Piazza Pulita ; dans ce même album, il reprend également Donna.